# Andrei Cosmovici
Andrei Cosmovici (n. 27 noiembrie 1927, București - d. martie 2013, Iași) a fost un psiholog român, profesor la Universitatea „Alexandru Ioan Cuza” din Iași.

## Biografie
Andrei Cosmovici s-a născut la București în 1927, fiind fiul Alexandru L. Cosmovici, muzicolog, și nepotul lui Leon C. Cosmovici, zoolog și fiziolog român, membru corespondent al Academiei Române.
Andrei Cosmovici a urmat studiile liceale la Liceul Național din Iași și cele universitare la Universitatea „Alexandru Ioan Cuza” din Iași, obținând licența pedagogie și psihologie în 1951 și susținând teza de doctorat cu titlul „Importanța inteligenței generale” în 1965.
A fost numit, în 1972, profesor de psihologie la Universitatea din Iași, post pe care l-a ocupat până la pensionare, în anul 2005. A fost interesat psihologia școlară și de utilizarea testelor și convorbirilor în cercetarea psihologică.

## Publicații
- Importanța inteligenței generale, 1976
- Adolescentul și timpul său liber, Editura Junimea, Iași, 1985
- Psihologie generală, Editura Polirom, Iași, 1996